# Stylosanthes hispida
Stylosanthes hispida är en ärtväxtart som beskrevs av Louis Claude Marie Richard. Stylosanthes hispida ingår i släktet Stylosanthes och familjen ärtväxter. Inga underarter finns listade i Catalogue of Life.